# Poslední chvíle Michela Lepeletiera
Poslední chvíle Michela Lepeletiera (Les Derniers moments de Michel Lepeletier) je ztracený obraz francouzského malíře Jacquese-Louise Davida z roku 1793. Na obrazu byl zachycen zavražděný revolucionář Louis-Michel Lepeletier de Saint-Fargeau na smrtelném loži. Známa je pouze rytina vytvořená dle obrazu.

## Historický kontext
Dne 20. ledna 1793 v předvečer popravy Ludvíka XVI. se royalista Philippe Nicolas Marie de Pâris rozhodl zabít Ludvíka Filipa, který v Konventu hlasoval pro královu smrt. Přišel do Palais Royal, ale protože zde Ludvíka Filipa nenašel, rozhodl se zabít jiného zrádce – poslance Lepeletiera.
Lepeletier byl považován za prvního mučedníka Revoluce a jeho tělo bylo vystaveno na Place Vendôme, kde se konal slavnostní obřad. Předseda Konventu položil mrtvému na hlavu věnec nesmrtelnosti a tělo bylo převezeno do Pantheonu.

## Historie
David svými obrazy oslavoval hrdiny a významné muže Revoluce. Obraz tvoří spolu s díly Maratova smrt a Smrt mladého Bary sérii věnovanou republikánským mučedníkům. Obraz byl představen v Konventu 29. března 1793 a David za něj obdržel 11 000 livrů, které věnoval vdovám a sirotkům. Obraz byl spolu s Maratovou smrtí vystaven v jednacím sále Konventu. V roce 1795 byl vrácen malíři, který ho odvezl s sebou do Bruselu. Po Davidově smrti jej dědicové prodali za 100 000 franků poslancově dceři Louise Suzanne de Mortefontaine. Po tomto prodeji obraz zmizel, pravděpodobně byl záměrně zničen novou majitelkou, která jako royalistka chtěla odstranit všechny pozůstatky revoluční činnosti svého otce. Dochoval se jen obraz Anatola Desvosge a rytina, kterou vytvořil Pierre Alexandre Tardieu.